# سيمون فيزنتال
سيمون فيزنتال (بالألمانية: Simon Wiesenthal) (31 ديسمبر 1908 – 20 سبتمبر 2005)، يهودي نمساوي نجى من المحرقة النازية وقام لاحقا بتتبع النازيين وملاحقتهم.
درس فيزنتال الهندسة المعمارية وكان يعيش في لفيف عند اندلاع الحرب العالمية الثانية. نجا من معسكر الاعتقال في يانوفسكا (أواخر 1941 إلى سبتمبر 1944)، ومعسكر اعتقال كراكوف بياشوف (من سبتمبر إلى أكتوبر 1944)، ومعسكر اعتقال غروس روزن، شهد مسيرات الموت إلى كيمنيتز وبوخنفالد ومعسكر اعتقال ماوتهاوزن (من فبراير إلى 5 مايو 1945).
كرس فيزنتال معظم حياته بعد الحرب لتعقب مجرمي الحرب النازيين الهاربين وجمع المعلومات عنهم حتى يتم تقديمهم للمحاكمة. في عام 1947 شارك في تأسيس مركز التوثيق التاريخي اليهودي في مدينة لينتس النمساوية، حيث جمع هو وآخرون معلومات لمحاكمات جرائم الحرب المستقبلية وساعدوا اللاجئين في بحثهم عن أقاربهم المفقودين. كما افتتح مركز توثيق جمعية ضحايا اليهود للنظام النازي في فيينا في عام 1961 واستمر في محاولاته للعثور على مجرمي الحرب النازيين المفقودين. كما لعب دورا في تحديد مكان أدولف أيخمان، الذي تم القبض عليه في بوينس آيرس عام 1960، وعمل مع وزارة العدل النمساوية لإعداد ملف على فرانز ستانغل الذي حكم عليه بالسجن المؤبد في عام 1971.
في سبعينيات وثمانينيات القرن العشرين، شارك فيزنتال في حدثين بارزين داخل السياسية النمساوية. بعد فترة وجيزة من تنصيب برونو كرايسكي كمستشار على النمسا في أبريل 1970، أشار فيزنتال إلى الصحافة بأن أربعة من أعضاء مجلس الوزراء المعينين الجدد كانوا أعضاء في الحزب النازي. وصف برونو كرايسكي فيزنتال بأنه «فاشي يهودي» وشبه منظمته بالمافيا واتهمه بالتعاون مع النازيين. رفع فيزنتال دعوى قضائية بتهمة التشهير، وربح الدعوى في عام 1989. في عام 1986، تورط فيزنتال في قضية كورت فالدهايم الذي تم الكشف عن ماضيه النازي في الفترة التي سبقت الانتخابات الرئاسية النمساوية عام 1986. أحس فيزنتال بالحرج بعد أن أخلى فالدهايم من أي مخالفات، وعانى من الدعاية السلبية نتيجة لهذا الحدث.
كان فيزنتال معروفا كراوي للقصص، وألف العديد من المذكرات احتوت على حكايات بالكاد تستند على أحداث حقيقية.  حيث بالغ على وجه الخصوص في دوره في عملية القبض على المجرم النازي ايخمان في عام 1960.  توفي فيزنتال أثناء نومه عن عمر يناهز 96 عاما في فيينا في 20 سبتمبر 2005 ودفن في مدينة هرتسليا في إسرائيل. سمي عليه مركز سيمون فيزنتال في لوس أنجلوس.

## الحرب العالمية الثانية

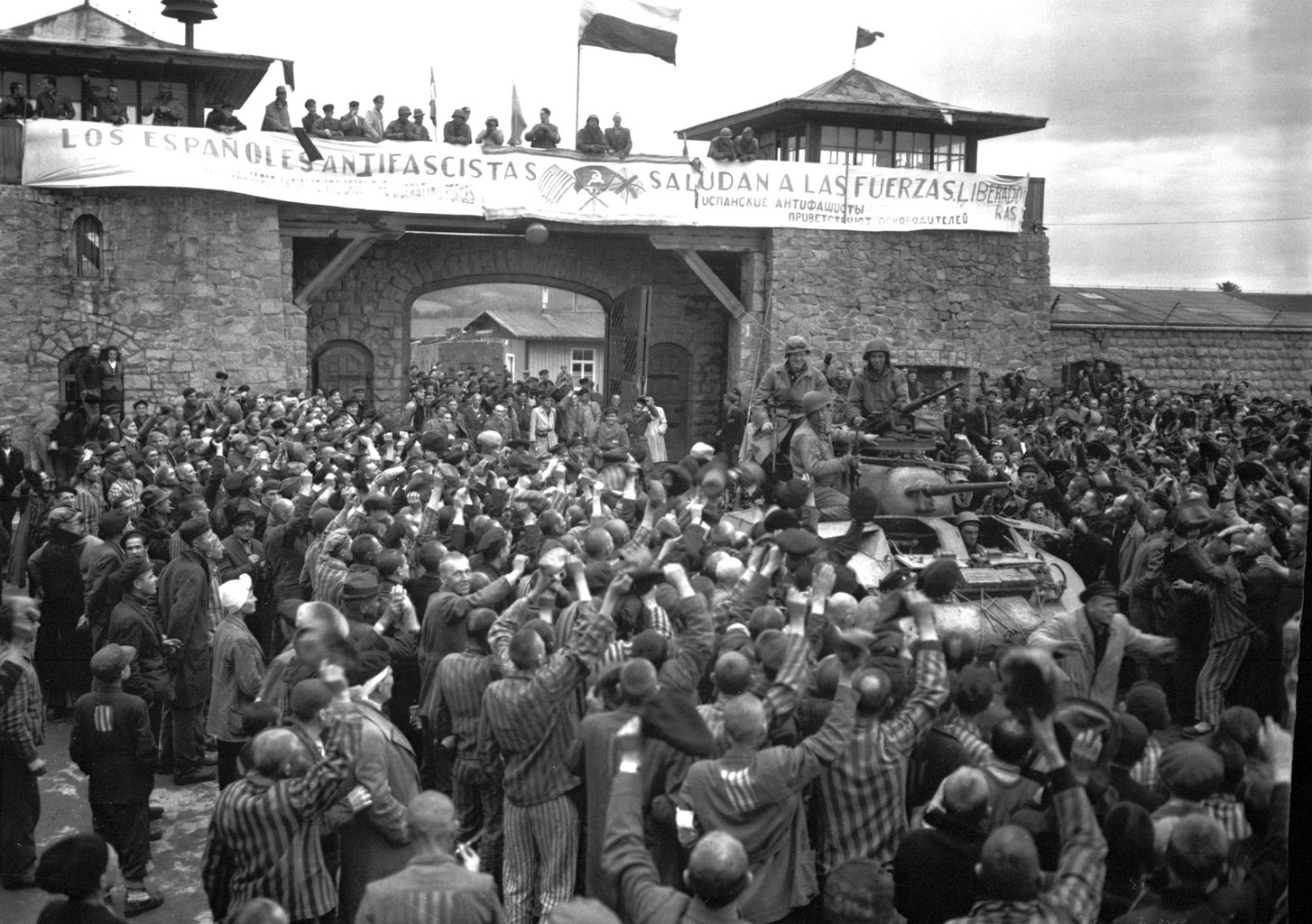
السجناء المحررون في معسكر اعتقال ماوتهاوزن بالقرب من لينز، النمسا، يرحبون بشدة بفرسان الفرقة المدرعة الحادية عشرة. اللافتة المعلقة على الحائط صنعها السجناء الموالون الإسبان.

في أوروبا، بدأت الحرب العالمية الثانية في سبتمبر عام 1939 بغزو بولندا على يد النازيين. نتيجةً لتقسيم بولندا بموجب الاتفاق الألماني السوفييتي، تم ضم مدينة لوف لصالح السوفييت وأصبحت تُعرف باسم لفوف باللغة الروسية أو لفيف باللغة الأوكرانية. تم القبض على زوج والدة فيزنتال، الذي كان ما يزال يعيش في دولينا، بتهمة تأييده للنظام الرأسمالي؛ توفي في وقت لاحق في سجن سوفييتي. انتقلت والدة فيزنتال إلى لفوف للعيش مع فيزنتال وسيلا. قام فيزنتال برشوة مسؤول لمنع ترحيله بموجب البند 11، وهو قانون منع جميع المهنيين والمثقفين اليهود من العيش على بعد 100 كيلومتر (62 ميل) من المدينة، التي كانت تحت الاحتلال السوفييتي حتى غزو الألمان في يونيو عام 1941.
بحلول منتصف يوليو، كان على فيزنتال وغيره من السكان اليهود التسجيل للانضمام لعمال السخرة. في غضون ستة أشهر، في نوفمبر عام 1941، أقام النازيون غيتو لوف باستخدام السخرة اليهودية. كان على جميع اليهود التخلي عن منازلهم والانتقال إلى هناك، وهي عملية اكتملت في الأشهر اللاحقة. قُتل عدة آلاف من اليهود في لفوف على يد مواطنين أوكرانيين ومجموعات أينزاتسغروبن الألمانية في يونيو ويوليو من عام 1941. في سيرته الذاتية، يروي فيزنتال كيف تم القبض عليه في 6 يوليو، لكنه أنقذ من الإعدام من قِبَل رئيس العمال السابق، وهو رجل يدعى بودنار، والذي كان عضوًا في شرطة المساعدة الأوكرانية. ثمّة العديد من إصدارات القصة، والتي قد تكون ملفقة.
في أواخر عام 1941، تم نقل فيزنتال وزوجته إلى معسكر اعتقال جانوسكا وأجبر الزوجان على العمل في إصلاح السكك الحديدية الشرقية. قام برسم الصليب المعقوف ونقوش أخرى على محركات السكك الحديدية السوفييتية التي تم الاستيلاء عليها، وتم وضع سيلا في العمل على تلميع النحاس والنيكل. في مقابل تقديم تفاصيل حول السكك الحديدية، حصل فيزنتال على أوراق هوية مزورة لزوجته من عضو في جيش الوطن البولندي، وهي منظمة بولندية سرية. سافرت سيلا إلى وارسو، حيث تم تعيينها للعمل في مصنع راديو ألماني. أمضت بعض الوقت في معسكرين آخرين للعمل أيضًا. عاشت سيلا في ظروف قاسية وتضررت صحتها بشكل دائم، لكنها نجت من الحرب. تم لم شمل الزوجين في عام 1945، وأنجبا ابنتهما باولينكا في العام التالي.
كل بضعة أسابيع، كان النازيون ينظمون جولة في حي لفوف اليهودي لتصفية الأشخاص الغير قادرين على العمل. عادة ما تتم هذه الاعتقالات بينما كان الأصحاء غائبين عن العمل القسري. في إحدى عمليات الترحيل هذه، تم نقل والدة فيزنتال ونساء يهوديات مسنات أخريات بقطار شحن إلى معسكر بيلزيك للإبادة وقتلهن في أغسطس عام 1942. في نفس الوقت تقريبًا، أطلق شرطي أوكراني النار على والدة سيلا حتى الموت على الشرفة الأمامية لمنزلها في بوتشاتش أثناء عمليات الترحيل. بين سيلا وسيمون فيزنتال، قُتل 89 من أقاربهم خلال الهولوكوست.
تم الاحتفاظ بالعمال القسريين للسكك الحديدية الشرقية في نهاية المطاف في معسكر مغلق منفصل، حيث كانت الظروف أفضل بقليل من المعسكر الرئيسي في جانوسكا. أعدَّ فيزنتال رسومات معمارية لأدولف كولراوتز، كبير المفتشين، والتي قدمها باسمه. للحصول على عقود، دفعت شركات البناء رشاوى إلى كولراوتز، الذي تقاسم بعض الأموال مع فيزنتال. تمكن فيزنتال من نقل المزيد من المعلومات حول السكك الحديدية إلى منظمة جيش الوطن إذ كان يغادر المجمع أحيانًا للحصول على الإمدادات، حتى أنه حصل على أسلحة لجيش الوطن ومسدسين لنفسه بشكل سري، ثم أحضرهما معه عندما هرب في أواخر عام 1943.
وفقًا لـفيزنتال، في 20 أبريل من عام 1943، قرر الملازم الثاني غوستاف فيلهاوس، الثاني في قيادة معسكر جانوسكا، إطلاق النار على 54 شخص من المثقفين اليهود احتفالًا بعيد ميلاد هتلر الرابع والخمسين. بسبب عدم قدرته على العثور على عدد كافٍ من هؤلاء الأشخاص الذين ما زالوا على قيد الحياة في جانوسكا، أمر فيلهاوس بإلقاء القبض على سجناء من معسكرات الأقمار الصناعية. تم نقل فيزنتال وسجينين آخرين من معسكر السكك الحديدية الشرقية إلى موقع الإعدام، وهو حفرة بعمق 6 أقدام (1.8 متر) وبعرض 1500 قدم (460 مترًا) في حفرة رملية قريبة. أُطلقت النيران على الضحايا وبدأت جثثهم بالسقوط في الحفرة. في انتظار إطلاق النار عليه، سمع فيزنتال أحدهم ينادي باسمه. وأعيد حيًا إلى المخيم؛ أقنع كولراوتز رؤسائه أن فيزنتال كان أفضل رجل متاح لرسم ملصق عملاق تكريمًا لعيد ميلاد هتلر.
في 2 أكتوبر عام 1943، وفقًا لفيزنتال، حذره كولراوتز من أن المعسكر وسجنائه على وشك التصفية. أعطى كولراوتز فيزنتال وزميله السجين آرثر شيمان تصاريح للذهاب إلى المدينة، برفقة حارس أوكراني، لشراء القرطاسية. هرب الرجلان من الجزء الخلفي من المتجر بينما كان حارسهما ينتظر عند المنضدة الأمامية.
لم يذكر فيزنتال أيًا من هذه الأحداث - أو دور كولراوتز فيها - عند الإدلاء بشهادته أمام المحققين الأمريكيين في مايو عام 1945 أو في الإفادة الخطية التي أدلى بها في أغسطس عام 1954 حول اضطهاده في زمن الحرب، ويشكك الباحث غاي فالترز في صحتها. ذكر فيزنتال بشكل مختلف أن كولراوتز قُتل على الجبهة السوفييتية في عام 1944 أو في معركة برلين في 19 أبريل عام 1945.
بعد عدة أيام من الاختباء، عاد شيمان إلى زوجته، وتم نقل فيزنتال من مترو الأنفاق إلى قرية كولباركو القريبة على يد أعضاء من منظمة جيش الوطن، حيث بقي حتى نهاية عام 1943. بعد ذلك بوقت قصير، تمت تصفية معسكر جانوسكا؛ وهذا قد جعل الاختباء في الريف القريب غير آمن، لذلك عاد فيزنتال إلى لفوف حيث أمضى ثلاثة أيام مختبئًا في خزانة في شقة شيمان. ثم انتقل إلى شقة بولينا بوش، التي كان قد أعطاها هوية مزورة في السابق. اعتُقل هناك مختبئًا تحت ألواح الأرضية في 13 يونيو عام 1944 وأعيد إلى ما بقي من معسكر جانوسكا. حاول فيزنتال الانتحار لكنه فشل في تجنب استجوابه حول علاقاته مع جيش الوطن. في النهاية، لم يكن هناك وقت للاستجوابات، حيث كانت القوات السوفييتية تتقدم إلى المنطقة. قام قائد العاصفة الرئيسية، فريدريش فارزوك برتبة هوبتستثرمفهرر، بتجميع السجناء المتبقين ونقلهم إلى برزيميسل، على بعد 97 كيلومترًا (60 ميلًا) غرب لفوف حيث وضعهم في العمل لبناء التحصينات. بحلول سبتمبر، أعيد تعيين فارزوك ورجاله في الجبهة، وتم إرسال فيزنتال والأسرى الباقين على قيد الحياة إلى معسكر اعتقال كراكوف-باسزوف.
بحلول أكتوبر، تم إجلاء السجناء إلى معسكر اعتقال جروس روزن، حيث كان السجناء يعانون من الاكتظاظ الشديد ونقص الغذاء. كان لا بد من بتر إصبع فيزنتال الكبير في قدمه اليمنى بعد سقوط صخرة عليه أثناء عمله في المحجر. كان ما يزال مريضًا في يناير عندما أجبر السوفييت المتقدمون على إخلاء آخر، هذه المرة سيرًا على الأقدام إلى كيمنتس. باستخدام مقبض مكنسة لعصا المشي، كان أحد القلائل الذين نجوا من المسير. نُقل السجناء من كيمنتس في سيارات شحن مفتوحة إلى معسكر اعتقال بوخنفالد، وبعد بضعة أيام نُقلوا مجدًدا إلى معسكر اعتقال ماوتهاوزن ووصلوا في منتصف فبراير عام 1945. أكثر من نصف السجناء لم ينجوا من الرحلة. تم وضع فيزنتال في مبنى للمرضى حيث قدموا له حوالي 200 سعرة حرارية فقط يوميًا حتى تم تحرير المخيم من قٍبل الأمريكيين في 5 مايو عام 1945. كان يزن 41 كيلوغرامًا (90 رطلًا) عندما تم تحريره.

## وصلات خارجية
- سيمون فيزنتال على موقع IMDb (الإنجليزية)
- سيمون فيزنتال على موقع الموسوعة البريطانية (الإنجليزية)
- سيمون فيزنتال على موقع مونزينجر (الألمانية)
- سيمون فيزنتال على موقع أول موفي (الإنجليزية)
- سيمون فيزنتال على موقع قاعدة بيانات الأفلام السويدية (السويدية)
- سيمون فيزنتال على موقع إن إن دي بي (الإنجليزية)
- سيمون فيزنتال على موقع قاعدة بيانات الفيلم (الإنجليزية)